# Bofors BONUS
Bofors BONUS (kort för Bofors Nutating Shell, "Bofors nuterande granat") är en 155 mm kaliber måldetekterande artillerigranat med multipelstridsdel och basflödesladdning, laddad med två takslående substridsdelar med projektilbildande RSV, avsedd för bekämpning av stridsfordon genom indirekt eld. Granaten är utvecklad mellan svenska BAE Systems Bofors och franska GIAT Industries och beskrivs av tillverkarna som en "takslående pansarvärnsgranat" (engelska: Top-Attack Anti-Armour Shell).

## Beskrivning
Bonus är konstruerad för 155 mm NATO-standardiserade artilleripjäser och är avsedd som komplement till direktriktade pansarvärnssystem. Granaten har en basflödesladdning i bakänden som ger ökad skottvidd jämte traditionella artillerigranater. Stridsdelen är av multipeltyp och innehåller två målavkännande substridsdelar med IR-målsökare och RSV4-laddning för bekämpning av pansarskyddande mål. 
Vid funktion skjuts granaten indirekt mot ett förutsett mål och påbörjar verkansfasen när denna befinner sig runt 800 till 2 200 meter ovanför målområdet. Verkansfasen utlöses av ett förtemperat tidanslagsrör (även kallad induktivt tändrör, vilken temperas i ansättningsförloppet), varvid granatens substridsdelar skjuts ut ur granatkroppen och börjar falla mot målområdet. Substridsdelarna har en asymmetrisk vinge, vilket gör att de faller i en korkskruvsliknande bana. Vid 175 meters höjd aktiveras deras målsökare, som börjar avsöka marken efter värmekällor som överensstämmer med signaturen av ett stridsfordon. Multipelstridsdelarna verkar oberoende av varandra, och en substridsdel hinner avsöka ett område på ungefär 32 000 m² (cirka 3 hektar) under de cirka fyra sekunder den är aktiv, vilket motsvarar en cirkel om 200 meters diameter. Om ett mål upptäcks utlöses RSV4-laddningen och en explosivt formad projektil skjuts mot målet med en utgångshastighet av 2000 meter per sekund. Om inget mål upptäcks utlöses laddningen när substridsdelen når marken för att förhindra blindgångare.

## Sverige
Granaten brukas i Sverige på Artillerisystem 08. Den går under benämningen 155 mm Bonusgranat enligt AMKAT vilket avviker från Sveriges klassiska benämningssystem.

### Webbkällor
- ”BOFORS DEFENCE - SMART MORTAR AND ARTILLERY AMMUNITION”. http://hindunet.org/home/sciences/vanashree/Smartsystem/Army%20Technology%20-%20Bofors%20Defence%20-%20Smart%20Mortar%20and%20Artillery%20Ammunition.htm.